# Ребошу, Педру
Пе́дру Миге́л Бра́га Ребо́шу (порт. Pedro Miguel Braga Rebocho; родился 23 января 1995 года, Эвора, Португалия) — португальский футболист, защитник.

## Клубная карьера
Ребошу — воспитанник лиссабонской «Бенфики». В составе юношеской команды "орлов" участвовал в Юношеской Лиге УЕФА сезона 2013/14. 23 августа 2014 года в матче против дубля «Академики Визеу» он дебютировал в Сегунда лиге в составе дублирующего состава. За основной состав «орлов» Педру за два сезона не сыграл ни минуты. Летом 2016 году его контракт с «Бенфикой» истёк и Ребошу на правах свободного агента подписал соглашение с «Морейренсе» на три года. 25 сентября в матче против «Витории Гимарайнш» он дебютировал в Сангриш лиге. по итогам сезона Ребошу помог клуб завоевать Кубок лиги.
Летом 2017 года Педру перешёл во французский «Генгам», подписав контракт на три года. 5 августа в матче против «Метца» он дебютировал в Лиге 1.

## Международная карьера
В 2013 году Ребошу в составе сборной Португалии до 19 лет принял участие в юношеском чемпионате Европы (до 19 лет) в Литве. На турнире он сыграл в матче против команды Литвы. В 2014 году в Педру стал серебряным призёром чемпионата Европы для юношей не старше 19 лет в Венгрии. На турнире он сыграл в матчах против команд Израиля и Австрии.
В 2015 году в составе молодёжной сборной Португалии Ребошу принял участие в молодёжном чемпионате мира в Новой Зеландии. На турнире он сыграл в матче против команды Колумбии.
В 2017 году в составе Педру принял участие в молодёжном чемпионате Европы в Польше. На турнире он сыграл в матче против команды Македонии. 

## Достижения
«Морейренсе»
- Обладатель Кубка португальской лиги: 2016/17

«Лех»
- Чемпион Польши: 2021/22

Португалия (до 19)
- Серебряный призёр Юношеского чемпионата Европы: 2014